# Doreen Baingana
Doreen Baingana, född 1966 i Entebbe, är en ugandisk författare bosatt i Uganda och i USA.
Baingana utbildade sig till jurist vid Makerereuniversitetet i Kampala och reste sedan till USA, där hon tog magistersexamen i kreativt skrivande på University of Maryland. Baingana har fått noveller publicerade i tidningar och antologier, på svenska i Kärlek x 21: afrikanska noveller (Tranan, 2010). Hon har också skrivit dikter och krönikor i African Women, en ugandisk tidskrift. Hennes novellsamling Tropical Fish: Stories out of Entebbe gavs ut 2005 och belönades med Commonwealth Writers' Prize för bästa debutbok från Afrika. Hon är medlem av FEMRITE, Ugandas förbund för kvinnliga författare.